# Giulio Camillo
Giulio Camillo (Delminio) (* um 1480 wahrscheinlich in Portogruaro; † 1544 in Mailand) war ein italienischer Gelehrter. Giulio Camillo ist vermutlich ein Pseudonym des auf Bernardino getauften Delminio.

## Leben
Er war berühmt für sein Theater der Weisheit oder Gedächtnistheater, ein hölzernes Gebäude, in dem das gesamte Wissen der Welt durch mnemotechnische Bilder gespeichert werden sollte wie in einer Enzyklopädie. In diesem Theater, von dem er ein hölzernes Modell für die Benutzung durch ein bis zwei Personen geschaffen hatte, stand der Betrachter auf der Bühne, und auf den Theaterrängen waren Sinnbilder für alle Dinge der Schöpfung aufgestellt. Tizian hat ein solches Sinnbild – eine Allegorie der Zeit gemalt.
Giulio Camillo wurde 1480 (nach anderen Quellen 1484) geboren und hieß vielleicht ursprünglich Bernardino. Er studierte u. a. an der Universität Padua Rhetorik und Logik.
Außerdem widmete er sich dem Studium der hebräischen Sprache, der Kabbala und der neuplatonischen Philosophie. 
Der König von Frankreich unterstützte seine Arbeit am Gedächtnistheater finanziell, verhinderte jedoch eine Veröffentlichung der Beschreibung des Ganzen, die erst nach Giulio Camillos Tod erschien.

## Werke
- Il Teatro della Sapientia, 1530
- L'idea del Teatro, 1550
- De L'Imitation

## Wirkungsgeschichte
Giulio Camillo hatte nicht nur großen Einfluss auf seine Zeitgenossen wie Samuel Quiccheberg, den Nestor der Museumswissenschaft, sondern auch auf Interface-Designer und Computerkünstler. 1966 erschien das Buch The Art of Memory von Frances Yates, das Giulio Camillo wieder ins Bewusstsein der Wissenschaftler und Künstler rief. 
Der Computer wird als moderne Form des Gedächtnistheaters betrachtet, daneben werden Gedächtnistheater als physische und virtuelle Installationen geschaffen.